# Museo de la Música (Burkina Faso)
El Museo de la Música (en francés: Musée de la Musique) se encuentra en Uagadugú, en el país africano de Burkina Faso, en un edificio de dos pisos en la avenida Oubritenga en el lado sur de la escuela de Phillipe Zinda Kabore. 
El edificio que una vez albergó a la Asociación para el Desarrollo de la Arquitectura Africana y Urbanismo (ADAUA), fue renovado para dar cabida al museo. El edificio es de estilo sudanés del Sahel con forma de cúpula. El museo se encuentra en el centro de la ciudad y es fácilmente accesible para el público en general.